# Esqui alpino nos Jogos Paralímpicos de Inverno de 2014 - Snowboard cross feminino
A prova de snowboard cross feminino nos Jogos Paralímpicos de Inverno de 2014 foi realizada no Parque Extreme Rosa Khutor, na Clareira Vermelha, em 14 de março de 2014. Apesar de ser uma prova de um esporte distinto, esta modalidade foi incluída no programa do esqui alpino. A prova foi disputada apenas por atletas que competem em pé.

## Medalhistas
| Ouro   | NED Bibian Mentel-Spee            |
| Prata  | FRA Cecile Hernandez Ep Cervellon |
| Bronze | USA Amy Purdy                     |

## Resultados
Cada atleta realizou três descidas. O pior tempo é descartado e os dois tempos restantes são somados pra compor o tempo total.
| Pos.              | Bib | Atleta                            | 1ª descida | Pos. | 2ª descida | Pos.      | 3ª descida | Pos.      | Total   | Diferença |
| ----------------- | --- | --------------------------------- | ---------- | ---- | ---------- | --------- | ---------- | --------- | ------- | --------- |
| Medalha de ouro   | 4   | NED Bibian Mentel-Spee            | 1:00.18    | 1    | 58.89      | 1         | 58.54      | 1         | 1:57.43 | —         |
| Medalha de prata  | 5   | FRA Cecile Hernandez Ep Cervellon | 1:03.60    | 2    | 1:04.56    | 2         | 1:03.71    | 2         | 2:07.31 | +9.88     |
| Medalha de bronze | 3   | USA Amy Purdy                     | 1:08.61    | 3    | 1:06.88    | 3         | 1:07.41    | 3         | 2:14.29 | +16.86    |
| 4                 | 1   | USA Cristina Albert               | 1:10.55    | 4    | 1:30.75    | 4         | 1:24.71    | 5         | 2:35.26 | +37.83    |
| 5                 | 12  | USA Heidi Jo Duce                 | 1:17.40    | 6    | DSQ        | 9:99.99 ! | 1:20.03    | 4         | 2:37.43 | +40.00    |
| 6                 | 11  | ESP Astrid Fina Paredes           | 1:23.80    | 7    | 1:41.42    | 6         | 1:25.42    | 6         | 2:48.82 | +51.39    |
| 7                 | 6   | NED Lisa Bunschoten               | 1:16.31    | 5    | 1:39.53    | 5         | DNF        | 9:99.99 ! | 2:55.84 | +58.41    |
| 8                 | 7   | USA Nicole Roundy                 | 1:24.10    | 8    | 1:59.54    | 10        | 1:35.47    | 7         | 2:59.57 | +1:02.14  |
| 9                 | 2   | CAN Michelle Salt                 | 1:34.43    | 9    | 1:49.80    | 7         | 1:46.85    | 8         | 3:21.28 | +1:23.85  |
| 10                | 8   | USA Megan Harmon                  | 1:40.07    | 10   | 1:55.84    | 9         | 1:51.02    | 10        | 3:31.09 | +1:33.66  |
| 11                | 9   | ITA Veronica Yoko Plebani         | 1:54.06    | 11   | 1:52.98    | 8         | 1:49.36    | 9         | 3:42.34 | +1:44.91  |
|                   | 10  | AUS Joany Badenhorst              | DNS        | —    | —          | —         | —          | —         | —       | —         |

Legenda
| Recorde mundial      | Recorde mundial (World record)               |                       | Recorde africano                      | Recorde africano (African) |                                           | Q | Classificado por posição (Qualified) |
| Recorde olímpico     | Recorde olímpico (Olympic record)            | Recorde da América    | Recorde da América (Americas)         | q                          | Classificado por melhor tempo (Qualified) |   |                                      |
| Melhor marca do ano  | Melhor marca do ano (World leading)          | Recorde asiático      | Recorde asiático (Asian)              | DNS                        | Não largou (Did not start)                |   |                                      |
| Recorde nacional     | Recorde nacional (National record)           | Recorde europeu       | Recorde europeu (European)            | DNF                        | Não terminou (Did not finish)             |   |                                      |
| Recorde pessoal      | Recorde pessoal do atleta (Personal best)    | Recorde da Oceania    | Recorde da Oceania (Oceania)          | DSQ / DQ                   | Desclassificado (Disqualified)            |   |                                      |
| Recorde da temporada | Recorde da temporada do atleta (Season best) | Recorde sul-americano | Recorde sul-americano (South America) | NM                         | Sem marca (No mark)                       |   |                                      |